# Enyalius erythroceneus
Enyalius erythroceneus — вид ігуаноподібних ящірок родини Leiosauridae. Ендемік Бразилії.

## Поширення і екологія
Enyalius erythroceneus відомі з типової місцевості, розташованої в горах Серра-ду-Сінкора, що є частиною гірського хребта Серра-ду-Еспіньясу і знаходяться в регіоні Чапада-Діамантіна в штаті Баїя. Вони живуть в сухих тропічних лісах на висоті 1100 м над рівнем моря.

## Збереження
МСОП класифікує цей вид як такий, що перебуває на межі зникнення. Enyalius erythroceneus загрожує знищення природного середовища.